# Пасюк, Валентин Петрович
Валентин Петрович Пасюк — советский хозяйственный, государственный и политический деятель.

## Биография
Родился 03.01.1914 года в г. Рига. Мать Лукстыня Эмилия Яновна, латышка, отец Пасюк Петр Осипович, белорус. Член КПСС с 1939 года.
В 1960—1963 — заместитель председателя исполнительного комитета Калининского Совета депутатов трудящихся города Москвы.
В 1963—1975 — председатель исполнительного комитета Калининского Совета депутатов трудящихся города Москвы.
В 1975—1986 — заведующий общим отделом исполнительного комитета Московского городского Совета депутатов трудящихся.
С  30.03.1986 — персональный пенсионер республиканского значения.
Умер в 1990 году в Москве.

## Награды
- Орден Трудового Красного Знамени (дважды в 1971 и 21.03.1974 года)
- Орден Дружбы народов (14.11.1980)
- Орден Знак Почёта (дважды, в том числе 21.06.1963 и в 1945)
- Медаль "За доблестный труд в Великой Отечественной войне" в 1945 году
- Медаль "40 лет Победы в Великой Отечественной войне"